# Chiara Mastroianni

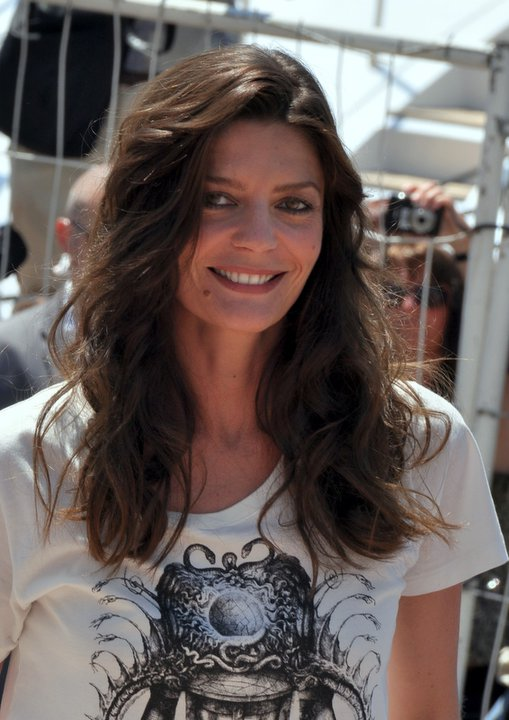
Chiara Mastroianni 2011 bei den Internationalen Filmfestspielen von Cannes

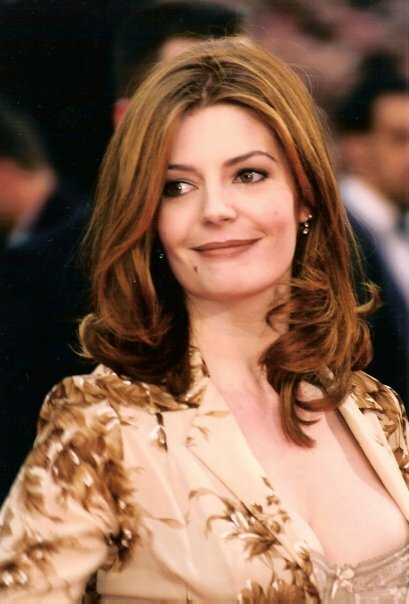
Mastroianni im Jahr 1997

Chiara-Charlotte Mastroianni (* 28. Mai 1972 in Paris) ist eine französische Schauspielerin.

## Privatleben
Chiara Mastroianni ist die Tochter der Schauspieler Catherine Deneuve und Marcello Mastroianni. Sie ist zeitweise bei ihrem Vater und dessen Frau Flora Carabella in Italien aufgewachsen, besuchte das Lycée Chateaubriand di Roma und spricht neben Französisch auch Italienisch. Der Schauspieler Christian Vadim ist ihr älterer Halbbruder aus der Beziehung von Deneuve mit Roger Vadim.
Chiara Mastroianni war von 1990 bis 1992 mit dem Schauspieler Melvil Poupaud liiert. Sie hat einen Sohn (* 1996) aus einer Beziehung mit Pierre Torreton. Von 2002 bis 2005 war sie mit dem französischen Sänger Benjamin Biolay verheiratet, mit dem sie eine Tochter hat (* 2003).

## Karriere
Im Alter von 21 Jahren stand sie an der Seite ihrer Mutter zum ersten Mal vor der Filmkamera in André Téchinés Familiendrama Meine liebste Jahreszeit. Für ihr Filmdebüt wurde sie 1994 für einen César in der Kategorie Beste Nachwuchsdarstellerin nominiert, die Auszeichnung bekam jedoch Valeria Bruni Tedeschi.
Mastroianni wirkte auch in internationalen Produktionen mit. So war sie z. B. in der US-amerikanischen Komödie Prêt-à-Porter zusammen mit ihrem Vater sowie Sophia Loren, Julia Roberts und vielen weiteren Stars zu sehen.
In den folgenden Jahren arbeitete sie mit renommierten Regisseuren des französischen Films wie Xavier Beauvois, Raúl Ruiz oder Manoel de Oliveira, sie wirkte aber auch in zahlreichen Werken junger Regisseure und in Independentproduktionen mit.
2003 war sie in dem Regiedebüt Eher geht ein Kamel durchs Nadelöhr… ihrer Freundin Valeria Bruni Tedeschi zu sehen. In dem preisgekrönten Erstlingswerk verkörperte sie die Schwester der Hauptfigur, das Model Bianca, das deutliche Züge von Bruni Tedeschis leiblicher Schwester Carla Bruni trägt.
In dem 2008 als bester Animationsfilm für den Oscar nominierten biografischen Zeichentrickfilm Persepolis von Marjane Satrapi spricht Mastroianni die junge Autorin, die erzählt, wie sie als junges Mädchen den Golfkrieg erlebt und als Erwachsene schließlich den Iran für immer verlassen hat.
2016 wurde Chiara Mastroianni in die Wettbewerbsjury der 73. Internationalen Filmfestspiele von Venedig berufen. Im Jahr 2023 wurde sie als Moderatorin („maîtresse de cérémonie“) der Auftaktzeremonie und der abschließenden Preisgala des 76. Filmfestivals von Cannes ausgewählt.

## Filmografie (Auswahl)
- 1979: Allein zu zweit (À nous deux)
- 1993: Meine liebste Jahreszeit (Ma saison préférée)
- 1993: Unter freiem Himmel (À la belle étoile)
- 1994: Shattered Lives (Rêveuse jeunesse), Fernsehfilm
- 1994: Bavardages en sida mineur (Kurzfilm im Rahmen der Reihe 3000 scénarios contre un virus)
- 1994: Prêt-à-Porter
- 1995: Hillbilly Chainsaw Massacre
- 1995: Hundert und eine Nacht (Cent et une nuit de Simon Cinéma), Szenen gelöscht
- 1995: Vergiß nicht, daß du sterben mußt (N’oublie pas que tu vas mourir)
- 1996: Tagebuch des Verführers (Le journal du séducteur)
- 1996: Ich und meine Liebe (Comment je me suis disputé … (ma vie sexuelle))
- 1996: Drei Leben und ein Tod (Trois vies et une seule mort)
- 1997: Nowhere
- 1998: Zu verkaufen (À vendre)
- 1999: Six Pack – Jäger des Schlächters (Six Pack)
- 1999: Der Brief (A carta / La lettre)
- 1999: Die wiedergefundene Zeit (Le temps retrouvé)
- 2000: Drogenszenen (Scénarios sur la drogue)
- 2001: Hotel
- 2002: Die Worte meines Vaters (Le parole de mio padre)
- 2003: Eher geht ein Kamel durchs Nadelöhr… (Il est plus facile pour un chameau …)
- 2007: Chanson der Liebe (Les chansons d’amour)
- 2007: Persepolis
- 2008: Das schöne Mädchen (La belle personne)
- 2008: Le crime est notre affaire
- 2008: Ein Weihnachtsmärchen (Un conte de Noël)
- 2009: Non ma fille, tu n'iras pas danser
- 2010: Mann im Bad – Tagebuch einer schwulen Liebe (Homme au bain)
- 2011: Die Liebenden – von der Last, glücklich zu sein (Les bien-aimés)
- 2011: Huhn mit Pflaumen (Poulet aux prunes)
- 2011: Americano
- 2012: Augustine
- 2012: Lines of Wellington – Sturm über Portugal (Linhas de Wellington)
- 2013: Les Salauds – Dreckskerle (Les salauds)
- 2014: La rançon de la gloire
- 2014: 3 Herzen (3 cœurs)
- 2016: Good Luck Algeria
- 2016: Saint-Amour
- 2017: K.O.
- 2018: Fiertés – Mut zur Liebe (Fiertés, TV-Serie, Folge 1x02)
- 2018: Der Flohmarkt von Madame Claire (La dernière folie de Claire Darling)
- 2019: Zimmer 212 – In einer magischen Nacht (Chambre 212)
- 2019: La fille au bracelet
- 2020: Grand Amour (Fernsehfilm)
- 2022: Les enfants des autres
- 2022: Dieser eine Sommer (Cet été là)
- 2023: Eureka
- 2024: Tandem – In welcher Sprache träumst Du? (Langue Étrangère)
- 2024: Marcello Mio
- 2024: Monsieur Spade (TV-Serie, 6 Folgen)

## Diskografie (Auszug)
- 2004: Home – Chiara Mastroianni & Benjamin Biolay (Virgin Records)
- 2007: Eye of the Tiger (Soundtrack für den Film Persepolis)